# Kašpárek v rohlíku
Kašpárek v rohlíku je česká divadelně hudební skupina, která vznikla roku 2007 pro loutkohru Jihočeského divadla v Českých Budějovicích.

## Historie
Projekt se zrodil jako reakce na nedostatek kvalitních, původních písniček pro děti a také jako reakce na téměř neexistující mezigenerační zábavu určenou společně pro dospělé a děti; jeho vznik je spojen s Loutkohrou Jihočeského divadla v Českých Budějovicích. Dětský kabaret Kašpárek v rohlíku, napsaný a režírovaný Davidem Dvořákem, měl premiéru 24. března 2007. Vychází z anglosaského divadelního směru nazývaného FFT (Fast Food Theatre), což je rychloobčerstvovací forma divadelní produkce, v níž je kladen důraz na nápady, kolem nichž jsou postaveny pokud možno vypointované scénky. Již v prosinci vyšlo kapele CD s názvem Bejbypank, které obsahovalo kromě kabaretových písniček několik dalších, které počet stop doplnily na 13. K CD patří bonusy z představení, dále komiks, samolepky i notový přepis písní, k použití například v hodinách hudební výchovy na školách. Album bylo pokřtěno v únoru 2008 v pražském Paláci Akropolis.
V dubnu 2008 Kašpárek vyjel na turné po základních školách; v létě téhož roku vzniklo stanové městečko, se kterým Kašpárek objížděl české hudební a divadelní festivaly. O skupině bylo také natočeno několik televizních pořadů a objevila se i v televizních vysíláních (Noc s Andělem, Dobré ráno, Pomozte dětem, Snídaně s Novou).
Na začátku července 2009 Kašpárek v rohlíku vydal své druhé album, pojmenované Kašpárek navždy. Jeho nahrávání se opět zúčastnili i umělci z jiných hudebních uskupení, např. Tonya Graves z Monkey Business, Lenka Dusilová nebo Gipsy.cz, a opět se vydal na turné po českých festivalech.

## Bejbypank

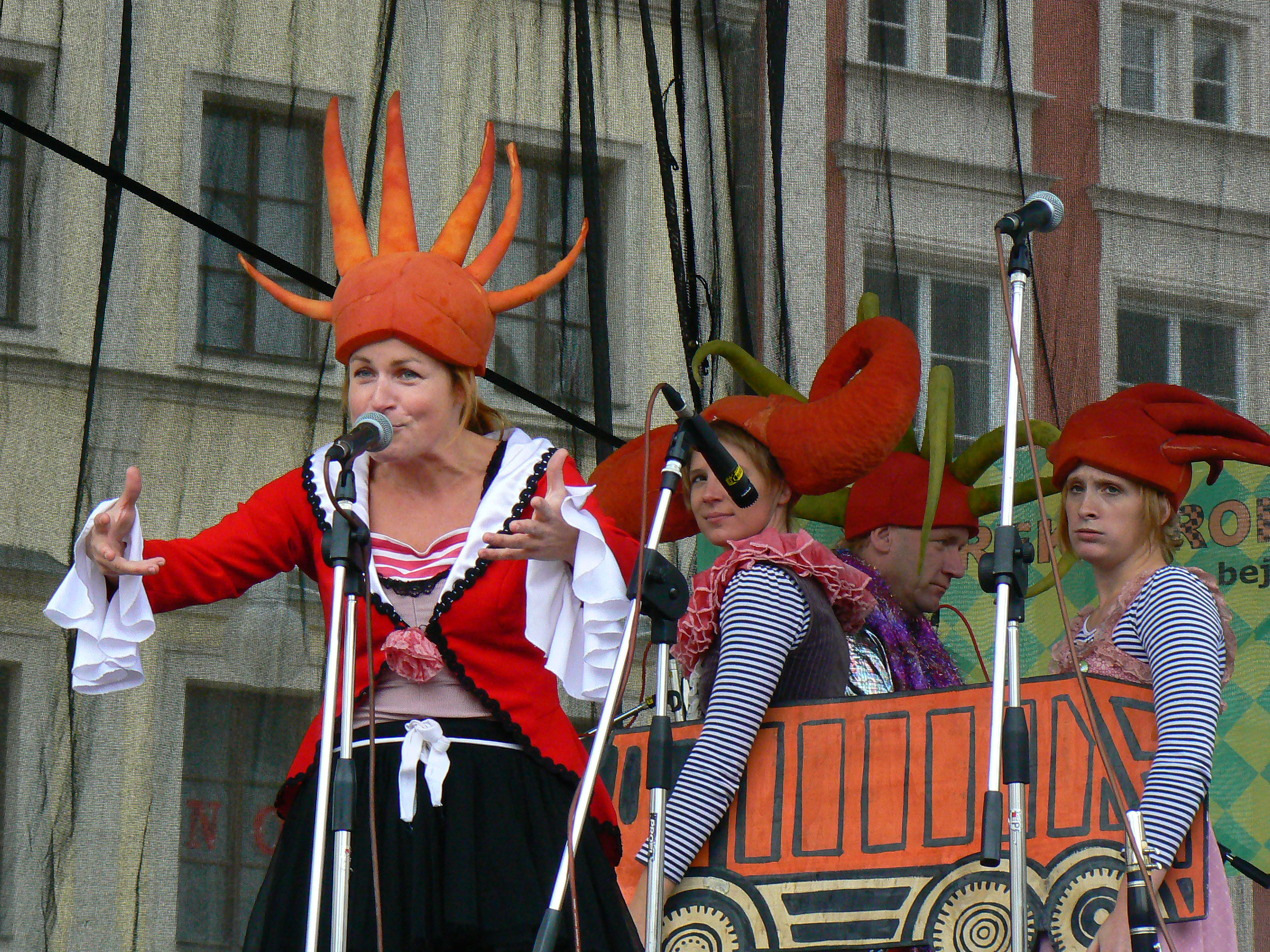
Denisa Posekaná

Hudební styl kapely dostal název bejbypank. S klasickým punkem, jak jej známe např. od Sex Pistols, má společného málo i proto, že je určen především dětem, jak napovídá slovo bejby. Je hudebně i textově hravý, takže bývá přirovnáván ke stylu skupiny Vltava. Ztřeštěné songy v sobě nesou jak neotřelý pohled na svět očima dětí, tak originální postřehy ze světa dospělých.
Jednou z nejznámějších a nejoblíbenějších písní je „Dvě malý víly“ vyprávějící mj. o tom, co se děje, když víly zlobí: kominík je bílý, prší šneci a v létě chumelí; „Barbína“ se dívá na vztah panenky Barbie a jejího partnera Kena, u kterého Barbie doufá, že si „jednou na polici“ vezme, ten se však nechce „ženit, na fotkách se křenit“.
Kapela zpívá kromě vlastních písní také několik cover verzí známých hitů, např. song „Želvy“ (orig. Pretty Fly) kalifornské punkrockové kapely Offspring, kde Márdi místo „Hey hey Do that brand new thing“ pěje „Hej hej – jsem roztomilej“. Druhou oblíbenou cover verzí je píseň „Čůrej sem a čůrej tam“ z alba Kašpárek navždy, jež pochází od The Clash (Should I Stay Or Should I Go).
K bejbypankáčům, jak Kašpárek nazývá své příznivce, patří i typická pokrývka hlavy z barevného molitanu, z níž různými směry trčí molitanové ‚číro‘. Všichni účinkující v kapele se odívají v bláznivém módním stylu a jsou taktéž vybaveni pokrývkami roztodivných tvarů a velikostí. Na pódiu kapela ráda vítá dětské zpěváky, obzvláště když přijdou ve vlastních punkově molitanových účesech. Vystoupení se hojně účastní také bejbypankáči (rozuměj: děti) jednotlivých účinkujících.

## Kašpárek

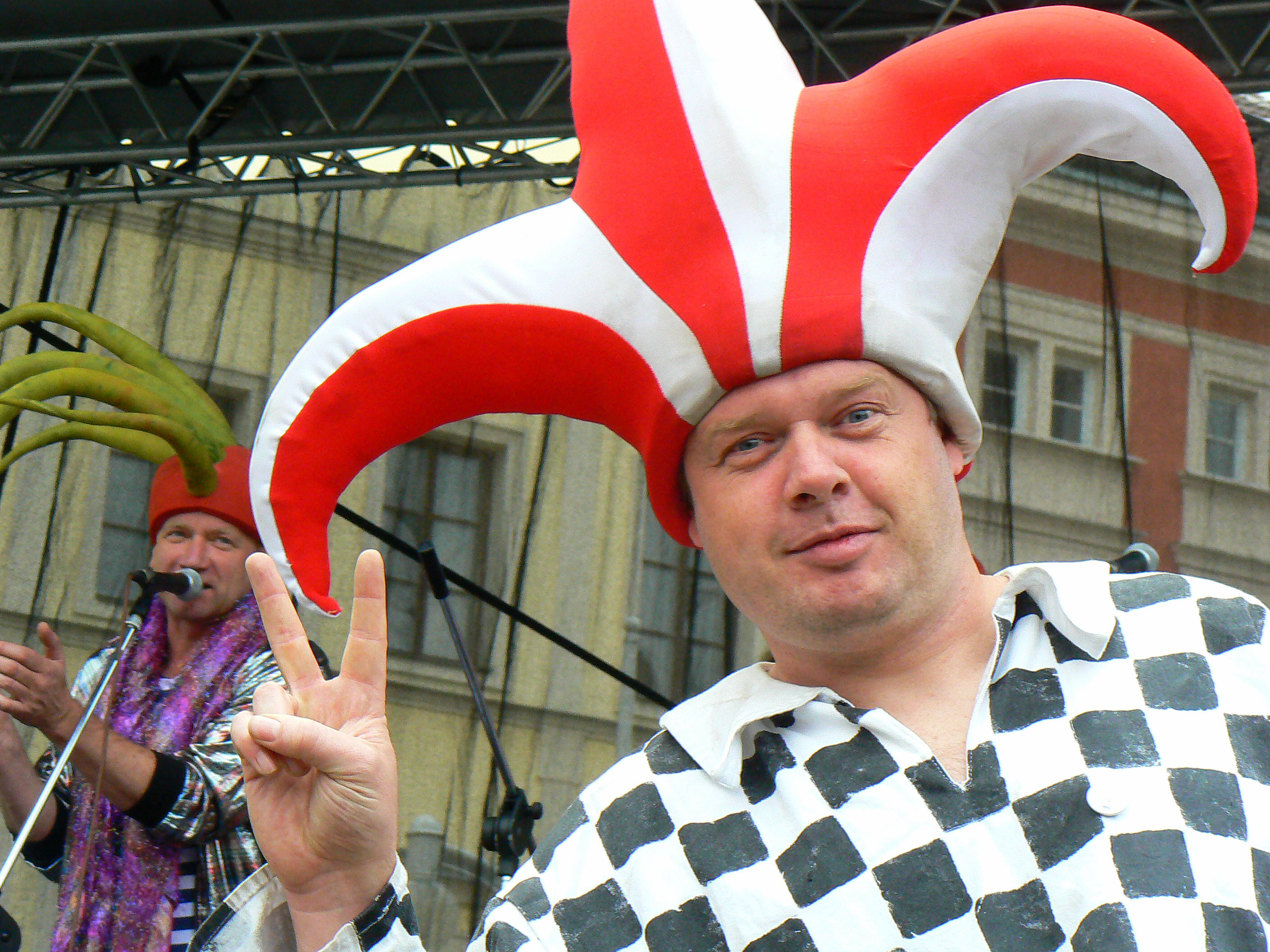
Kašpárek

Ústřední postavou kabaretu je samozřejmě samotný Kašpárek, jehož představuje Pavel Kružík a případně alternující Tomáš Jeřábek. Kašpárek je především moderátorem show, který posluchače vybízí k tanci a rozličným potrhlým akcím, jež improvizačně vymýšlí; je to lehce sebestředný tvor, který veškeré podnikání kapely vztahuje na svoji osobu, přestože se samotného vystoupení nijak umělecky neúčastní, nepočítají-li se jeho občasné taneční kreace; zároveň se však k publiku chová velmi vstřícně.

## Stanové městečko
Stanové městečko Kašpárka v rohlíku se skládá z plátěného stanu technicky vybaveného pro představení, kruhového stanu s barem uzpůsobeným pro návštěvníky všech věků a velikostí, ke kterému patří i několik venkovních stolů, a obrovské postele sloužící k volnému použití pro publikum. Děti se mohou vydovádět na trampolíně.
Festivalový program může kromě koncertu a kabaretu obsahovat také „diskošku“, kde jako DJ Kashpaarek hraje Mardoša z Tata Bojs. Program je podle požadované délky doplňován o vystoupení spřízněných hudebních a divadelních skupin, např. Buchty a loutky nebo Wohnout. Se svými stany Kašpárek v rohlíku účinkoval např. na festivalech Rock For People, České hrady.cz, Smíchoff Summer Praha, Mezi Ploty Praha nebo Divadlo evropských regionů Hradec Králové, a představil se také na zvláštních představeních jako loď Tajemství bratří Formanů nebo Bojovníci proti totalitě očima dětí (projekt Ministerstva obrany).

## Festival Kefír
Od roku 2013 pořádá Kašpárek v rohlíku vlastní bejbypankový festival Kefír v areálu zámku Kačina, vždy poslední prázdninovou sobotu.

## Členové kapely
Kapela hrává v rozličných sestavách, kde se objevují (v závorce jsou uvedena jejich mateřská tělesa):

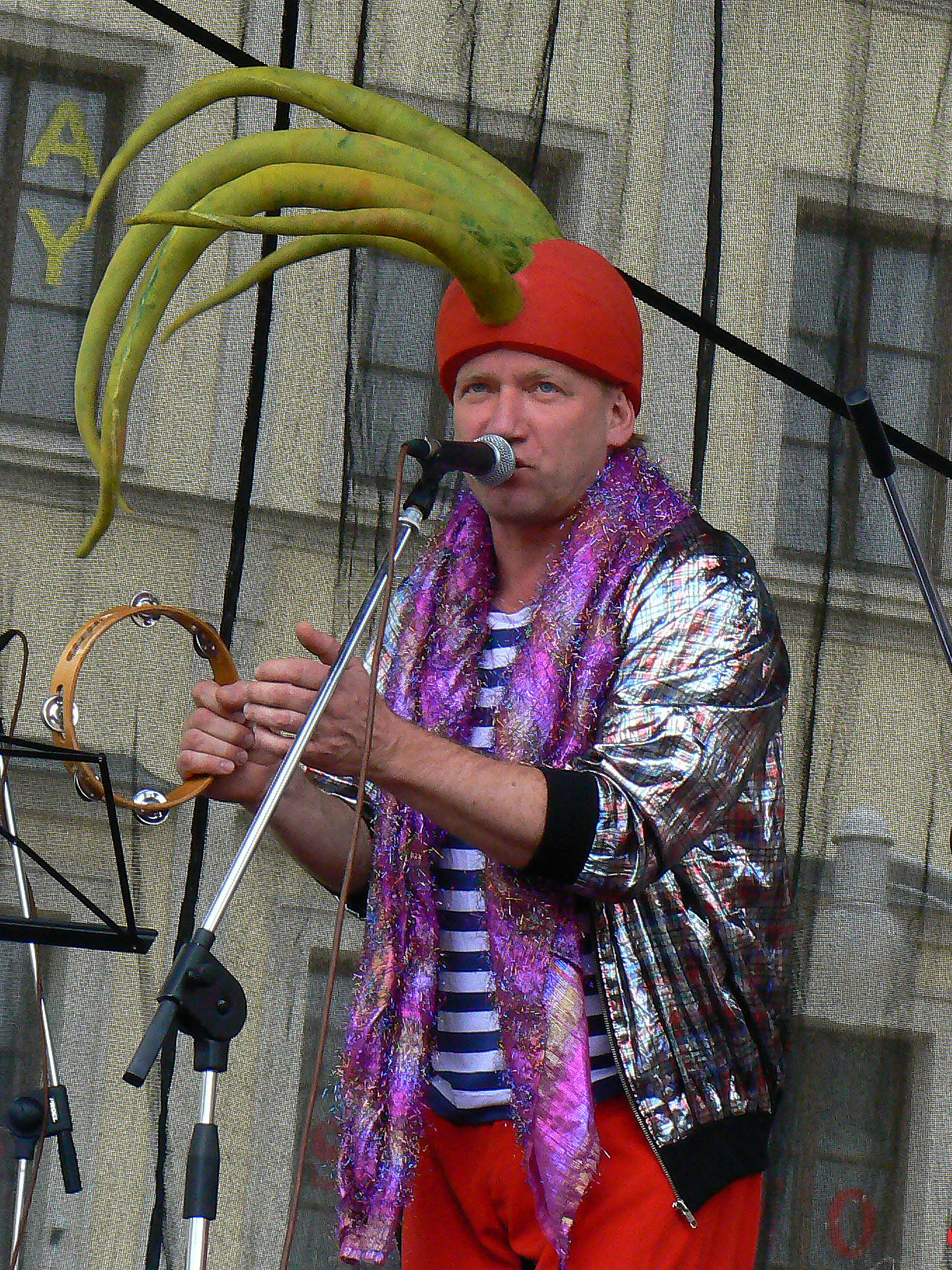
David Koller

- Milan Cais / Bublajs (Tata Bojs) – bicí, zpěv
- Karolína Dytrtová / Kája (Miou Miou) – zpěv
- Tonya Graves (Monkey Business) – zpěv
- Jan Hönnig / Heňas – kytara, mandolína, divadlo
- Jiří Hradil / Jura (Tata Bojs, Lesní zvěř) – klávesy
- David Koller – bicí, zpěv
- Jan Kalina – zpěv (Sto zvířat)
- Dominik Linka – baskytara, akordeon, divadlo
- Michal Mareda / Márdi (Vypsaná fixa) – zpěv
- Jiří Müller / Kilič – akordeon, klávesy, divadlo, světla
- Filip Nebřenský / Boiler (Hm...) – flétny, tuba, barytonsaxofon, baskytara, zpěv
- Ondřej Pečenka / Onder (Folk3mail) – kytara, bubny, zpěv
- Denisa Posekaná – zpěv, divadlo
- Jarda Svoboda (Traband) – kytara, zpěv
- Lucie Škodová – saxofon, divadlo
- Jiří Šponar / Šponka – kytara, divadlo
- Blanka Šrůmová (Tichá dohoda) – zpěv
- Jana Vanýsková – klarinet, piano, divadlo
- Radek Banga / Gipsy (Gipsy.cz) – zpěv
- Lenka Dusilová – zpěv
- Václav Vondrášek – trombon
- Martin Houserek – trombon
- Karel Mužátko – trubka
- Romana Neumannová – zpěv, saxofon, flétna
- Adéla Kolesová – zpěv
- Tomáš Vondráček - kytara

## Diskografie

### Alba
- 2007 Bejbypank
- 2009 Kašpárek navždy
- 2009 Ježíšku panáčkuj! – vánoční dlouhohrající singl
- 2012 Ten Halywůd
- 2014 Neposlouchej to!!!
- 2016 Postřelená (audio)kniha – 1CD audioverze knižní předlohy Lukáše Urbánka Postřelená kniha (2013); dějová linká je protkána původními písničkami kapely
- 2018 5